# Lines Dyder
Lines Dyder er en kortfilm fra 2001 instrueret af Kenneth Bo Sperling efter eget manuskript.

## Handling
Line Rosenvinge flytter hjemmefra og ind på et kollegie. Hun glæder sig til sit nye liv og til at møde sine medbeboere. Men der er meget stille på kollegiet; uhyggeligt stille. Så Line tager et initiativ.